# Thanmoia
Thanmoia is een geslacht van rechtvleugeligen uit de familie veldsprinkhanen (Acrididae). De wetenschappelijke naam van dit geslacht is voor het eerst geldig gepubliceerd in 1941 door Ramme.

## Soorten
Het geslacht Thanmoia omvat de volgende soorten:
- Thanmoia ceracrifucosa Storozhenko, 1992
- Thanmoia gustavi Ramme, 1941
- Thanmoia maculata Willemse, 1957
- Thanmoia olivacea Willemse, 1957